# نیونکیرچن، وستفالن
نیونکیرچن، وستفالن (به آلمانی: Neuenkirchen, Westphalia) یک شهر در آلمان است که در اشتاینفورت واقع شده‌است.

## خصوصیات
نیونکیرچن ۴۸ کیلومتر مربع مساحت و ۱۴٬۰۰۹ نفر جمعیت دارد.

## نگارخانه

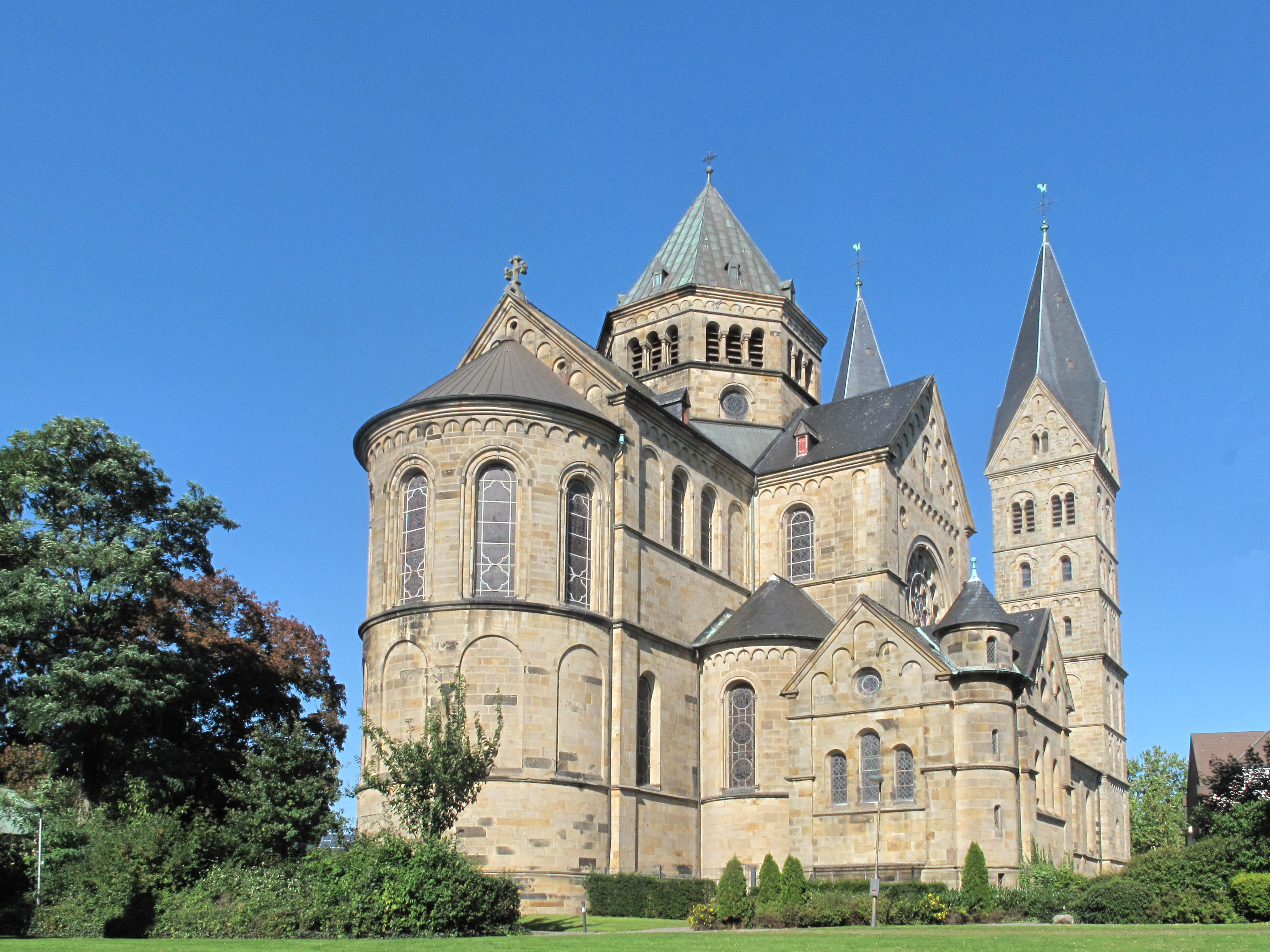